# Cerodrillia girardi
Cerodrillia girardi är en snäckart som beskrevs av Israel Lyons 1972. Cerodrillia girardi ingår i släktet Cerodrillia och familjen Drilliidae. Inga underarter finns listade i Catalogue of Life.